# Grote Houtbrug
De Grote Houtbrug is een vaste brug in de Nederlandse stad Haarlem. De brug ligt in Haarlem-Centrum in de Stadsbuitensingel daar waar de Gasthuissingel voortvloeit in de Raamsingel. De brug verbindt de Grote Houtstraat met het Houtplein en de daarachterliggende Dreef die door de Haarlemmerhout loopt. De brug ligt ter hoogte van de voormalige Grote Houtpoort, een vestingwerk van Haarlem. De brug betreft een gemeentelijk monument.

## De Komiezenhuisjes

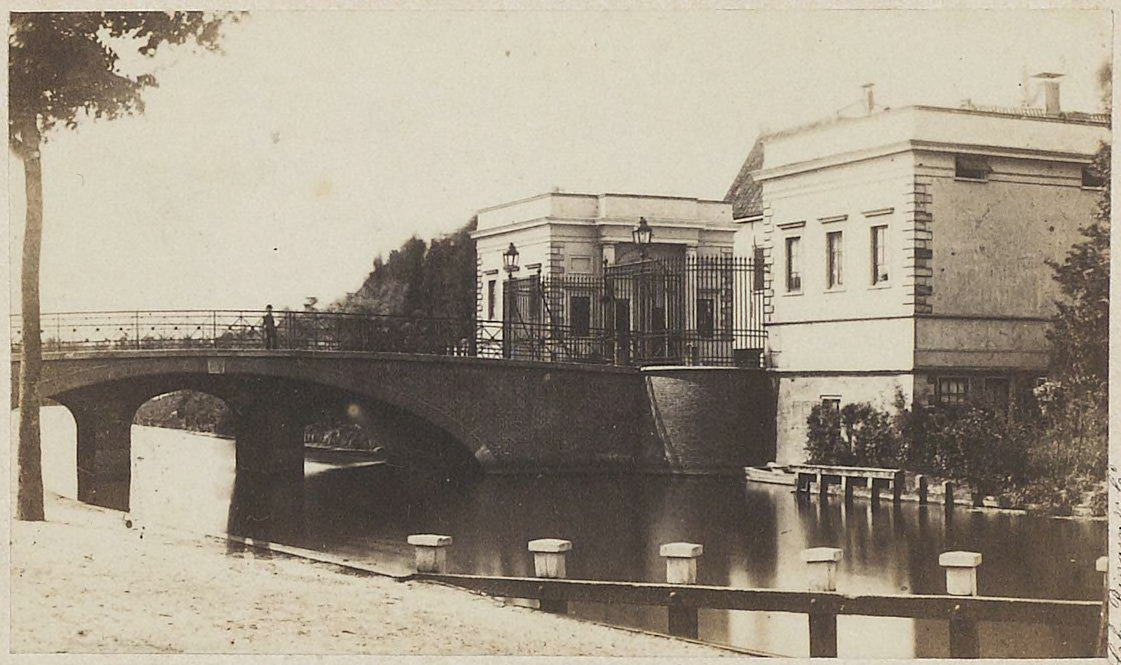
De Grote Houtbrug met de Kommiezenhuisjes, ziende naar het noordwesten omstreeks 1865

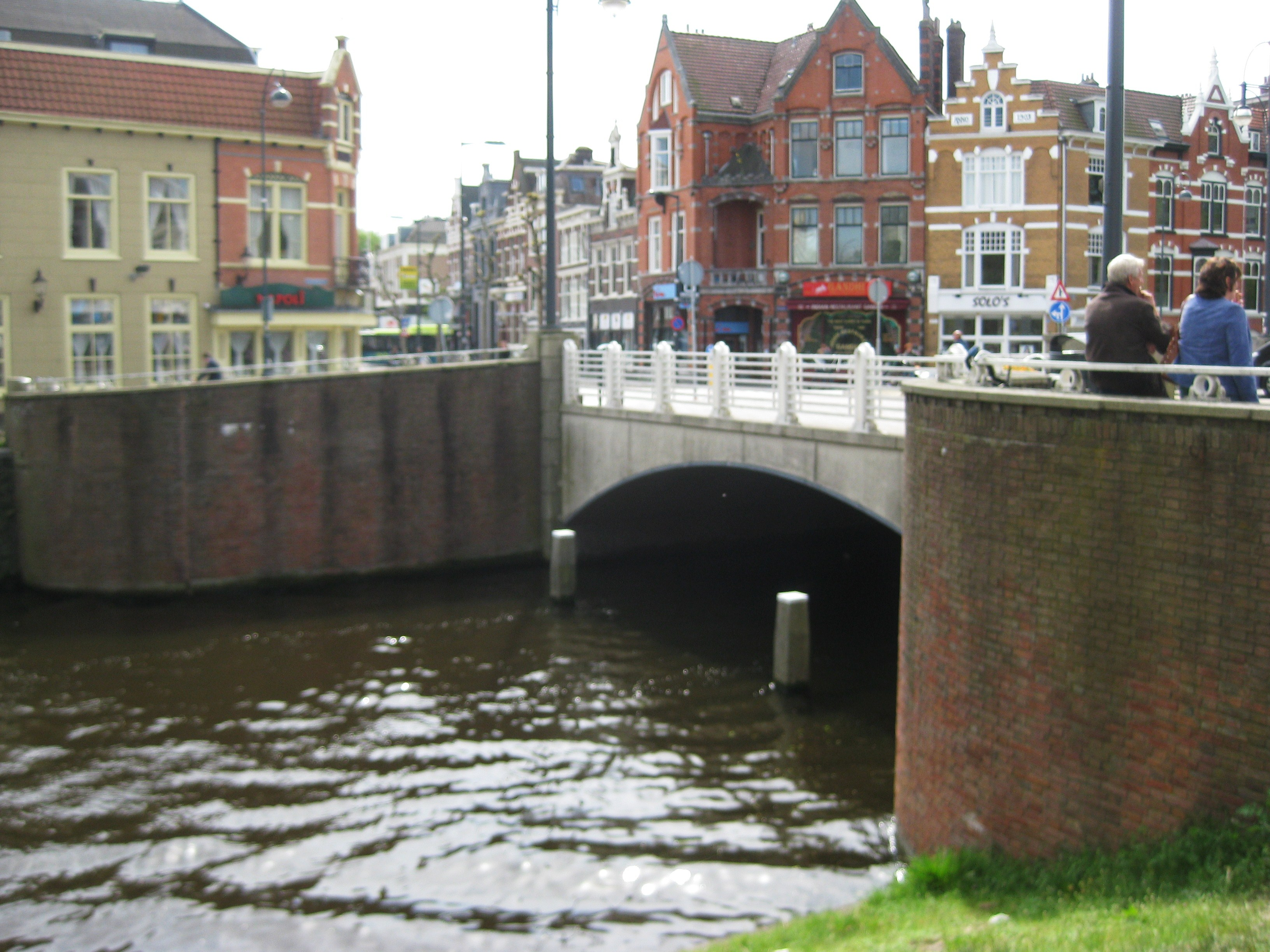
De Grote Houtbrug in 2015

Ter vervanging van de Grote Houtpoort, waar ook tol werd geheven, werden in 1826 twee tolhuisjes gebouwd aan de centrumzijde van de brug. Deze tolhuisjes hadden de bijnamen de Komiezenhuisjes, vernoemd naar de voormalige ambtelijke rang commies, en de Dobbelstenen. De Dobbelstenen, zo genoemd vanwege hun vierhoekig en wit uiterlijk. Deze tolhuisjes zijn rond 1927 afgebroken.

## Grote renovatie
In de periode 1930-1931 kwam een grote renovatie annex verbreding van de brug tot stand. Zo werd de oude brug gesloopt en werd er een nieuwe brug gebouwd. Autoverkeer werd ten opzichte van scheepvaart destijds belangrijker gevonden. Om het verkeer een betere doorstroming te geven verdwenen niet alleen de Komizenhuisjes maar ook enkele andere gebouwen. De brug werd aangekleed met beeldhouwwerk van Hendrik van den Eijnde. Hij hakte twee portretten; een van Frans Hals en een van Lieven de Key. Bij deze grote renovatie werden tijdens de werkzaamheden oude restanten gevonden van oude bogen. Deze vondst was mede reden om de renovatie te begeleiden met een tentoonstelling in het Frans Hals Museum over oude bruggen en stadspoorten in Haarlem. Tijdens de verbouwing werd de Haarlemse tram omgeleid via een noodbrug. De bouw stagneerde enkele malen. Onder andere door een werkstaking, maar ook door een niet geplande herziening van het rioleringsysteem ter plaatse. In het voorjaar van 1931 kwam de brug gereed. De brug heeft een kern van gewapend beton en kostte destijds 57.000 gulden.
De Grote Houtbrug was overigens niet de enige brug die aangepast moest worden vanwege gewijzigd verkeersaanbod. Al eerder waren de Manegebrug en Jansbrug verbreed.